# Dev Hynes
Devonté Hynes (Ilford, Londres; 23 de diciembre de 1985),más conocido por su nombre artístico Blood Orange (anteriormente Lightspeed Champion) es un cantante, compositor, productor y director británico. Desde 2004 hasta 2006, Hynes sería miembro de la banda Test Icicles en el que tocaría la guitarra y el sintetizador, aunque ocasionalmente participaría como vocalista.

## Biografía

### Primeros años
Dev Hynes nació en Ilford en el municipio de Redbridge el 23 de diciembre de 1985. Su madre tenía nacionalidad guyanesa, mientras que su padre sería una persona criolla sierraleonesa. Sería educado en Chadwell Heath Foundation School, conocido actualmente como Chadwell Heath Academy. Desde su formación en 2004 hasta su separación en 2006, Hynes sería miembro del grupo de dance-punk, Test Icicles, en el que tocaría la guitarra, el sintetizador, y ocasionalmente participaría como vocalista; en el grupo él, junto a los otros miembros, lanzarían el único álbum de estudio del grupo, llamado «For Screening Purposes Only», publicado en 2005. En 2007, Hynes se mudaría a la ciudad de Nueva York lugar donde actualmente reside.

### Trabajos en solitario

#### Lightspeed Champion
A comienzos del 2007, Hynes, bajo el nombre de Lightspeed Champion haría su primer debut en Omaha, Nebraska junto a Mike Mogis con el sello discográfico Saddle Creek. Varios músicos que residían en Omaha aparecerían en la grabación como serían Mogis, el trompetista y pianista Nate Walcott, el baterista de The Faint, Clark Baechle y la vocalista invitada Emma-Lee Moss, como también miembros de los grupos Cursive y Tilly and the Wall. Las sesiones entre los artistas serían incluidas en el sencillo de Hynes «Galaxy of the Lost» lanzado el 30 de julio de 2007, y que sería incluido posteriormente en el álbum «Falling Off the Lavender Bridge» publicado el 21 de enero de 2008. El nombre de “Lightspeed Champion” vendría de una serie de historietas que Hynes dibujaba cuando era un adolescente en su cuaderno de matemáticas.
La gira musical para el álbum «Falling Off the Lavender Bridge» en parte estaba conformada por Hynes y algunos amigos suyos que eran miembros de otras bandas incluida Florence Welch de Florence and the Machine y Emmy The Great. Mike Siddell miembro de Hope of the States tocaría el violín en la banda de Hynes. Anna Prior, exmiembra de los grupos musicales, Leeds, Dead Disco y The Ivories, tocaría durante la mayoría de la gira musical del álbum. Otros miembros que fueron parte de la gira musical incluían a: Alex Turner de Arctic Monkeys, Faris Badwan de The Horrors, Frederick Blood-Royale de Ox.Eagle.Lion.Man, Jack Peñate y Eugene McGuinness, como también Keith Murray de We Are Scientists.

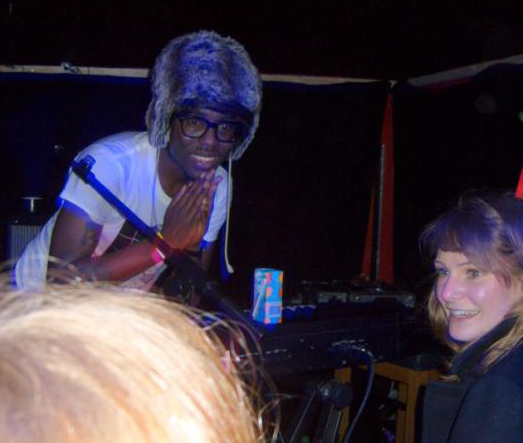
Dev Hynes en Cambridge interpretando bajo el nombre de Lightspeed Champion, 2008.

Hynes, en conjunto con la banda que hizo en la gira musical, aparecería en los NME Awards de 2008, los cuales serían transmitidos por Channel 4 el 29 de febrero de 2008, en los que, los miembros del grupo aparecerían vestidos de algunos de los personajes de la saga Star Wars, siendo Leia Skywalker la baterista. Su participación como personajes de Star Wars continuaría cuando tocarían el tema principal en el Wireless Festival de 2008. Hynes, junto al violinista Mike Siddell harían una gira musical breve por los Estados Unidos en marzo de 2008, que terminaría con una aparición en South by Southwest ese mismo año. En SXSW, Hynes se haría amigo de The Wombats, con quienes colaborarían en un concierto en el Royal Albert Hall, también harían una colaboración con We Are Scientists en el festival de Glastonbury en 2008, también haría una aparición en el festival de música Pukkelpop de 2008.[cita requerida]
A finales de una gira musical de 2 años, Hynes sufriría de una infección en la garganta, por lo que tendría que someterse a una extensa cirugía. Tendría que tomar un descanso de 2 años y medio de la gira musical, haciendo apariciones ocasionales espectáculos de Nueva York y en un asiento especial en el festival de Reading y Leeds de 2009. En diciembre de 2008, Hynes recibiría una pregunta por parte del BFI para trabajar en la banda sonora de la película de culto de Hal Ashby, Harold and Maude, Hynes tendría que cancelar esto debido a una operación de la garganta que a la tenía que someterse, haciendo que la colaboración tuviera que posponerse a mayo de 2009. En julio de 2009, Hynes reanudaría la creación de la banda sonora de la película, y haría una aparición en el Latitude Festival. En junio de ese mismo año, Hynes haría un concierto en el Barbican Centre en Londres en conmemoración al fallecimiento del músico Moondog, haciendo diferentes interpretaciones de canciones del álbum «Sax Pax for a Sax» junto a London Saxophonic; Hynes también cantaría «Fujiyama Part 2» junto a The Britten Sinfonia. En abril de 2010, Hynes volvería a hacer un concierto en el Barbican Center, esta vez en conjunto con la banda australiana, The Triffids, esta vez en conmemoración al fallecimiento de David McComb, junto a Warren Ellis, Tindersticks y algunos de los miembros del grupo musical The Brian Jonestown Massacre. 
Hynes haría diferentes bootlegs y lanzamientos no oficiales, los cuales publicaría en su blog y en su perfil de MySpace. Entre estos se incluía un álbum escrito y grabado por Hynes en un día y un EP que tenía covers de varias canciones de Green Day. El segundo álbum de Hynes, «Life Is Sweet! Nice to Meet You», sería lanzado en 2010. Hynes dejaría el proyecto para enfocarse completamente en proyectos bajo el nombre de Blood Orange. 

#### Blood Orange
Luego de haber dejado su proyecto bajo el nombre de “Lightspeed Champion”, Hynes decidió concentrarse más en un nuevo proyecto musical, uno que estaba más centrado en el R&B y la música electrónica, bajo el nuevo nombre de “Blood Orange” que consistía de: Hynes, una guitarra y su laptop. El 17 de diciembre de 2009, Hynes interpretaría la canción «Forget It» en el programa de televisión It's On with Alexa Chung en MTV, vestido como un mago.

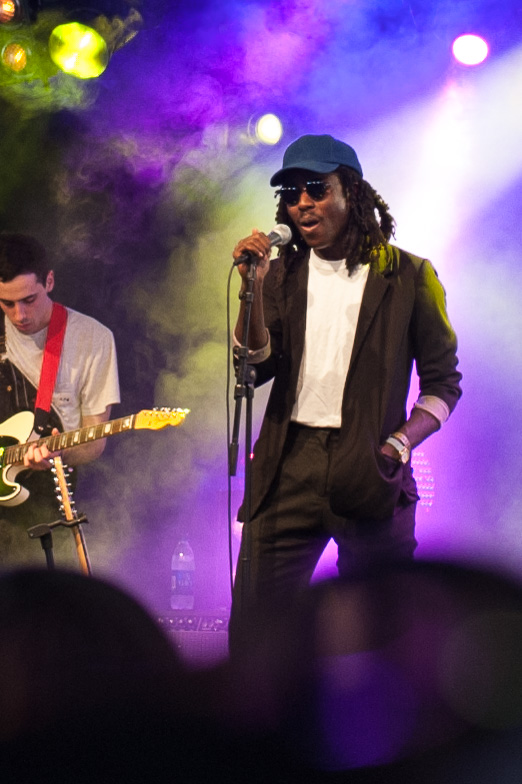
Dev Hynes bajo el nombre de Blood Orange en un concierto en Gotemburgo, Suecia, 2014.

El sencillo debut de Hynes, «Dinner» sería publicado en enero de 2011, bajo licencia de Terrible Records con un junto a video dirigido por Alan del Río el cual debutó en Pitchfork Media. Posterior a la publicación del sencillo, Hynes publicaría su primer álbum bajo su nuevo nombre, «Coastal Grooves» publicado en agosto de 2011, bajo licencia de Domino Records. La canción «Sutphin Boulevard» aparecería en el programa estadounidense, Skins y transmitido en MTV el 17 de enero de 2011. El 9 de abril de 2012, Hynes se embarcaría en una gira musical junto a Florence and the Machine.
En noviembre de 2013, Hynes publicaría su segundo álbum bajo el nombre de Blood Orange, «Cupid Deluxe». El álbum contiene diferentes colaboraciones con artistas como: David Longstreth de Dirty Projectors, Caroline Polachek de Chairlift, Samantha Urbani de Friends, Kindness, Clams Casino, Despot, Skepta, entre otros. El álbum sería promocionado con 3 sencillos, «Chamakay», «You're Not Good Enough» y «Uncle ACE». El álbum sería transmitido en el canal oficial de YouTube de Hynes el 5 de noviembre de 2013. El álbum contendría un cover de la canción «I Can Only Disappoint U» del grupo musical Mansun, bajo el título de «Always Let You Down». En noviembre del mismo año, Hynes aparecería en la portada de la revista neoyorquina, The Fader en su número 89. Hynes participaría en la producción de la banda sonora de la película de 2013, Palo Alto, dirigida por Gia Coppola.
El 8 de enero de 2014, se anunciaría que Blood Orange haría aparición en el festival de Música y Artes de Coachella Valley en Indio, California que se daría en noviembre de 2015, Hynes lanzaría un EP en colaboración con el artista neozelandés de pop psicodélico, Connan Mockasin titulado «Myths 001: Collaborative Recordings Captured in Marfa, TX 9–16 March 2015».
El 18 de abril de 2016, Hynes anunciaría en su cuenta de Instagram su tercer álbum de estudio, publicado bajo el nombre de Blood Orange, titulado «Freetown Sound», sería lanzado el 28 de junio de 2016, 3 días antes del lanzamiento previsto para el 1 de julio de 2016. El álbum «Freetown Sound» sería preseleccionado por IMPALA (Independent Music Companies Association) para el Premio del Año 2016, premio dado anualmente para el mejor álbum lanzado bajo un sello discográfico europeo independiente.
El 19 de julio de 2018, Hynes anunciaría su cuarto álbum de estudio publicado bajo el nombre de Blood Orange titulado «Negro Swan», una semana después del anuncio, Hynes publicaría 2 sencillos, «Charcoal Baby» y «Jewerly». El álbum sería publicado el 24 de agosto de 2018.
El 25 de junio de 2019, Hynes anunciaría en una entrevista con Cultured Magazine su quinto álbum de estudio bajo el nombre de Blood Orange, titulado «Angel's Pulse» el cual era un mixtape, sería publicado el 12 de julio de 2019.

### Colaboraciones
Hynes escribiría y contribuiría con canciones a diferentes actos de otros artistas. Sus arreglos musicales y voces harían aparición en canciones hechas por The Chemical Brothers (en la canción «All Rights Reserved» del álbum We Are the Night), y en el álbum de Basement Jaxx, Scars.
Hynes habría coescrito y producido canciones para Diana Vickers en el álbum «Songs from the Tainted Cherry Tree», Hynes también produciría y escribiría canciones para Theophilus London incluyendo su segundo álbum, «Vibes», lanzado en 2014, y en el EP de 2011, «Lovers Holiday».[cita requerida]
Hynes participaría en la producción de la banda sonora de la película de 2010, MacGruber, incluyendo una colaboración con el miembro de Saturday Night Live, Kristen Wiig. A finales de 2011, el colaboró con el dúo de noise pop australiano, Bleeding Knees Club en la producción de su primer álbum de estudio, «Nothing to Do», publicado el 2 de marzo de 2012. El coescribiría y coproduciría el EP de Solange Knowles, «True».
Hynes, escribiría varias canciones para los artistas: Sky Ferreira, Britney Spears en el álbum «Britney Jean», Kylie Minogue, Carly Rae en el álbum, «E•MO•TION», Spector, A$AP Rocky, Mac Miller, Hezekiah Walker, Debbie Harry de Blondie y Turnstile.
En 2022, compuso una sinfonía para el cortometraje de 17 minutos dirigido por Mati Diop y Manon Lutanie, Naked Blue.

## Discografía y  filmografía
| Lightspeed Champion - Falling Off the Lavender Bridge (2008) - Life Is Sweet! Nice to Meet You (2010) Blood Orange - Coastal Grooves (2011) - Cupid Deluxe (2013) - Freetown Sound (2016) - Negro Swan (2018) - Angel's Pulse (2019) - Four Songs (2022) | Devonté Hynes - Palo Alto (2013) - Fields (2019) - Queen & Slim (2019) - We Are Who We Are (2020) - Mainstream (2020) - Passing (2021) - Master Gardener (2022) |